# 大島亮吉
大島 亮吉（おおしま りょうきち、1899年9月4日 - 1928年3月25日）は、大正から昭和初期にかけての日本の登山家・作家。登山に関する多くの文章を著したが、登山中の遭難により死亡した。

## 来歴
東京府東京市芝区桜川町（現在の東京都港区虎ノ門）で大島善太郎・さく夫婦の三男として生まれる。祖父・大島善十郎は越中八尾出身で、東京に出て煙草の販売業を営んできたが、煙草の専売化によって廃業に追い込まれた。しかし、それまでの利益で買った貸家からの収益で、家族はそれなりの生活ができていたという。12歳の時に喘息の発作で倒れ、八尾に住んでいた伯母の元で療養生活を送っている。1914年、八尾尋常高等小学校高等科を卒業したのを機に帰京して慶應義塾商工学校に入学する。商工学校在学中の18歳の時に山岳部に入って鹿子木員信・槇有恒の指導を受け、早川種三や三田幸夫とともに活動する。
その後、慶應義塾大学経済学科に進み、1920年3月には慶應では初となるスキー登山（白馬岳）のメンバーとなった。7月にはクワウンナイ川を遡ってトムラウシ山から石狩岳を登っている。計画では更にヌタクカムウシュペ（現在の大雪山）に登る予定であったが、天候悪化で断念している（この時の紀行文が後に「石狩岳より石狩川に沿うて」として世に出された）。1922年3月には槇をリーダーとする槍ヶ岳の積雪期登山に参加して初登頂を達成する。同年8月にはドイツに旅立つ鹿子木の壮行を兼ねて、槇・早川・三田、そして北海道帝国大学の板倉勝宣らと共に穂高連峰に岩登り合宿を行っている。板倉との登山はこれが唯一であったが互いに心を許す相手になっていたらしく、それからわずか5か月後に槇・三田と立山連峰に登った板倉が松尾峠で遭難死した際には追悼文を寄稿している。以降、立山連峰や穂高連峰を中心に岩登りやスキー登山に励む。1924年3月から4月にかけて、大島・早川・三田ら8名のパーティーが奥穂高岳・北穂高岳の冬季初登頂に成功させた（大島らは諸事情で帰京を余儀なくされたが、残された本郷常幸ら一部メンバーがそのまま前穂高岳の冬季初登頂も成功させている）。
大学在籍時から部誌『登高行』に登山に関する紀行文や随筆、論文を執筆し、その後『山とスキー』などの外部の雑誌にも投稿するようになる。1924年の大学卒業後も直ちに就職はせず、慶應義塾付属の外国語学校のドイツ語一学科に入り直しながら登山を続けた（外交官試験を目指していたとも言われている）。1924年12月から1926年3月まで歩兵第1連隊に一年志願兵として入隊している。1925年、槇・三田・早川らが参加した日本山岳会の登山隊がカナダ・アルバータ山へと初登頂を果たしているが入隊中であった大島は参加できなかった。大島は槇達の業績を高く評価する一方で、親しい仲間には大手新聞社の後援を受けた登山はアルピニズム本来のあり方にそぐわないのではないか、という疑念を呈した手紙を認めている（大島は登山は個人が己と向き合いながら行うものと考え、こうしたイベント化には危惧を抱いていた）。除隊後の1926年10月、武尊山の山頂から見えた谷川岳の岩壁に心惹かれて、早速翌1927年に谷川岳のマガチ沢の完登と一ノ倉沢・幽ノ沢の試登を行い、『登高行』に「（谷川岳の岩壁は）總ては尚研究を要すべし、近くてよい山なり」とコメントしたことが、山岳界に谷川岳の名を知らしめるきっかけになった。
1928年3月、槇弘（有恒の弟）・本郷常幸ら仲間4人と穂高連峰に向かい、涸沢圏谷にて岩登りとスキー登山をおこなった。実は大島は4月から母校の研究室での勤務が決定しており、就職前の最後の登山でもあった。3月25日、前穂高岳北稜の登攀に出るが、雪の状態が悪い上に焼岳方面からの火山ガスが気になった一行は四峰・五峰の間の鞍部まで来たところで引き上げることを決めた。しかし、鞍部からそのまま岩下りをするには足場が悪いと見た大島は三峰から下りることを提案する。確かに三峰の方が足場は良かったが、その間に雪が降り始め、やがてそれは小雨と霧に変わってコンディションは悪い方向に向かい始めた。それでも、難所と思われた岩場を下り終えた直後の午前11時52分頃、先行して下りていく仲間の1人が岩を大股で跨ぐのが目に入った大島が岩を回避するように注意した次の瞬間、大島自身が転落した（ただし、大島の転落を直に目撃した者がいなかったため、転落した直接の原因については「解けない謎」となった）。他の4人は自分が下りるのが手一杯ですぐに大島が落ちたのに気づかなかったが、10メートル近く離れた雪の割れ目にあるはずのない大島のピッケルが刺さっているのが目に入って、大島の転落に気づいた。あわてた一同はさらに200メートルほど下りた場所で大島のリュックなどを見つけたものの、本人は見つからなかった。転落中に岩などに接触してあらぬ方向に飛ばされた可能性も考慮してただちに捜索の要請をするために仲間の1人が一行が利用していた上高地の宿に救援を求めた。折しも翌26日に大島に合流するために涸沢に向かっていた慶應義塾大学山岳部の後輩たちがこの知らせを聞いて現地に急行したが天候の悪化によって捜索ができず、続いて28日は東京にいた早川種三らも救援に駆けつけた。しかし、大島を見つけることはかなわず、4月1日にいったん捜索が打ち切られた。その後、数回の捜索活動を経て、6月1日になって四峰と五峰の間の雪渓中央部で大島の遺体が発見された。没後、遺稿などが『山』・『先蹤者』としてまとめられ、後年には全5巻の全集が刊行されている。

## 著書
いずれも没後の刊行。
- 『山 研究と随想』岩波書店、1930年
- 『先蹤者 : アルプス登山者小伝』梓書房、1935年
- 本郷常幸、他（編）『大島亮吉全集』（全5巻）あかね書房、1970年[24]